# Olympique Mvolyé
L'Olympique Mvolyé est un club camerounais de football.

## Palmarès
- Coupe du Cameroun
  - Vainqueur : 1992, 1994

## Anciens joueurs
- Hans Agbo
- Joseph Andre Mbarga
- Victor Ndip Akem
- Stephen Tataw
- Ayakan Alphonse Yombi